# Aon
Aon Corporation (NYSE: AON) es una empresa británica proveedora de servicios de gestión de riesgo, seguros y gestión de reaseguros, recursos humanos y consultoría. Tiene su sede administrativa en Londres, Inglaterra y posee otra en Chicago (Aon Center), Estados Unidos. 

## Historia
Aon fue fundada en 1982, cuando el Ryan Insurance Group (fundado por Pat Ryan en 1960) se fusionó con el Combined Insurance Company of America (fundada por W. Clement Stone en 1919). En 1987, la empresa comenzó a cotizar en Wall Street como Aon, una palabra galesa que significa “oneness”. Combined Insurance fue vendida a ACE Limited en abril de 2008.
El 22 de agosto de 2008 Aon anunció que había comprado al Benfield Group de Londres. El precio fue de US$1750 millones de dólares, con US$170 millones de deuda. En el pasado la empresa fue conocida en el ámbito internacional como el principal anunciante del gigante del fútbol inglés, Manchester United.
El 12 de julio de 2010 Aon anunció que había aceptado comprar Hewitt Associates de Illinois por $4900 millones de dólares al contado y acciones.

### Incumplimiento de la normativa reguladora en Reino Unido
En enero de 2009 Aon fue multada con una sanción de £5,69 millones de libras en Reino Unido por la Autoridad de Servicios Financieros, que estableció que la multa se debía a los inadecuados controles por parte de la compañía en supuestos de sobornos y corrupción. Se argumentó que Aon entre el 14 de enero de 2005 y el 30 de septiembre de 2007 no supo valorar los riesgos a la hora de establecer acuerdos con compañías o individuos de territorios extranjeros. La Autoridad no encontró pruebas de que ningún dinero pudiera llegar a manos de organizaciones ilegales. Aon cumplió los requisitos para la reducción del 30% de dicha penalización debido a su colaboración durante la investigación. Aon declaró que esta conducta no fue deliberada, y añadió que desde entonces ha reforzado significativamente y mejorado sus controles a la hora de establecer acuerdos con terceros.

### Violación del Acta de Prácticas Corruptas en EUA o Estados Unidos US
En diciembre de 2011 la corporación Aon pagó una penalización de 16,26$ millones de dólares a la Comisión de Bolsa y Valores (SEC) y al Departamento de Justicia de los Estados Unidos (DOJ) por violaciones de la Foreign Corrupt Practices Act (FCPA) de EE. UU.
De acuerdo con el SEC, compañías subsidiarias de Aon hicieron pagos inapropiados por más de 3,6$ millones de dólares a oficiales gubernamentales y terceros en Costa Rica, Egipto, Vietnam, Indonesia, los Emiratos Árabes Unidos, Birmania y Bangladés, entre 1983 y 2007, para obtener y retener contratos de seguros.